# Sant Julià de Galliners
Sant Julià de Galliners és una església barroca del poble de Galliners al municipi de Vilademuls (Pla de l'Estany) inclosa a l'Inventari del Patrimoni Arquitectònic de Catalunya.

## Descripció
Edifici de planta rectangular, estructurat en una sola nau amb capelles laterals a ambdues bandes, amb tribunes a la planta superior. Interiorment l'absis de l'altar major té forma semioctogonal. La nau principal presenta arcs torals i llunetes laterals. El campanar és de planta quadrada en la base i en el nivell superior presenta les cantonades retallades a 45°. La façana principal presenta un portal emmarcat amb pilastres i llinda de pedra, que sobresurten dels murs. Sobre la llinda hi havia dues fornícules i altres elements que foren destruïts per un llamp l'any 1981. Al mur nord es conserven restes de columna de l'antic temple romànic. L'accés es fa per una escalinata que dona al conjunt major perspectiva.

## Història
La construcció de la nau actual és del segle xviii. Al campanar hi figura la data de 1786.
L'església actual hauria estat edificada sobre les restes d'un antic temple romànic.
Segons Coromines i Marqués, el lloc de Galliners no tingué església pròpia fins a l'any 1320, en què es va segregar de Parets, inaugurant-se l'església com a parròquia independent.
L'altar major i les capelles laterals tenien altars barrocs, destruïts l'any 1936.